# Шарплз, Сара
Сара Кэтрин Шарплз (англ. Sarah Catherine Sharples, род. 1 ноября 1972) — британский дипломированный эргономист, специализируется на человеческом факторе и эргономике. С 2012 года она занимает должность профессора кафедры человеческого фактора в Ноттингемском университете, а с 2021 года — главного научного консультанта Министерства транспорта Великобритании. Всю свою академическую карьеру она провела в Ноттингемском университете, а с 2018 по 2021 год была его проректором по вопросам равенства, разнообразия и инклюзивности. В 2024 году она была избрана членом Королевской инженерной академии.
Получив образование в средней школе Уимблдон, частной школе для девочек в Лондоне, она изучала психологию, человеческий фактор и инженерное дело в Ноттингемском университете (получив степень бакалавра, магистра и доктора наук). Её докторская диссертация называлась «Симптомы и эффекты, вызванные виртуальной реальностью (VRISE): методологические и теоретические вопросы».